# صومعة (عمارة)

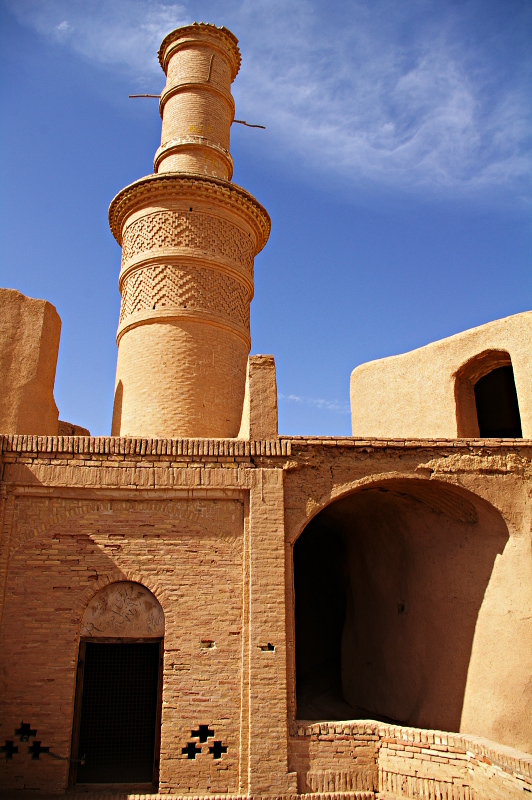
صومعة أحد المساجد القديمة في إيران.

الصَوْمَعة جمع صَوْمَعَات وصَوَامِعُ وهي دَيْر أو بيت العبادة عند النَّصارى كما ورد في القرآن الكريم ﴿الَّذِينَ أُخْرِجُوا مِنْ دِيَارِهِمْ بِغَيْرِ حَقٍّ إِلَّا أَنْ يَقُولُوا رَبُّنَا اللَّهُ وَلَوْلَا دَفْعُ اللَّهِ النَّاسَ بَعْضَهُمْ بِبَعْضٍ لَهُدِّمَتْ صَوَامِعُ وَبِيَعٌ وَصَلَوَاتٌ وَمَسَاجِدُ يُذْكَرُ فِيهَا اسْمُ اللَّهِ كَثِيرًا وَلَيَنْصُرَنَّ اللَّهُ مَنْ يَنْصُرُهُ إِنَّ اللَّهَ لَقَوِيٌّ عَزِيزٌ ۝٤٠﴾ [الحج:40]، ويسمى متعبَّد الناسك ومنار الرّاهب في الأماكن النَّائية الصومعة، وتسمى مئذنة الجامع بالصومعة، ويطلق المصطلح على المئذنة في المغرب العربي.